# کیوک (بازیکن فوتبال، زاده ۱۹۴۵)
کیوک (انگلیسی: Quique؛ زادهٔ ۸ فوریهٔ ۱۹۴۵) بازیکن فوتبال اهل اسپانیا است.
از باشگاه‌هایی که در آن بازی کرده‌است می‌توان به باشگاه فوتبال هرکولس، باشگاه فوتبال رئال وایادولید، و باشگاه فوتبال اتلتیکو مادرید اشاره کرد.